# Land Rover Defender
Land Rover Defender — вседорожник, производившийся британской компанией Land Rover с 1983 года до 29 января 2016 года. Модель пришла на смену Land Rover Series (I, II, III, с указанием колёсной базы в дюймах: 88,109), который производился с 30 апреля 1948 года и в своём дизайне содержал очевидные отсылки к знаменитому американскому «военному джипу» Willys MB (Willys-Overland Motors/Ford Motor Company). Новый автомобиль стал именоваться Land Rover с указанием колёсной базы (90 (первая модификация)/110/130). В 2019 году было представлено новое поколение автомобиля, Land Rover Defender (L663).

## Модификации
Легковой автомобиль повышенной проходимости (вседорожник). Рама несущая лестничного типа, на которую устанавливается кузов из алюминиевого сплава. Шестиступенчатая трансмиссия с постоянным полным приводом, двухступенчатой раздаточной коробкой и блокируемым межосевым дифференциалом. Внедорожные качества автомобиля обеспечиваются за счёт постоянного полного привода, дорожного просвета в 250 мм, небольших свесов кузова (угол въезда 49°, съезда 35°), угла продольной проходимости 150°, глубины преодолеваемого брода до 0,5 м (без шноркеля) и хода подвески до 545 мм. С 2011 года (модель 2012 года) на автомобиль стали устанавливать новый 2,2-литровый дизельный двигатель от Ford Transit с системой непосредственного впрыска под высоким давлением Common Rail и системой регулировки, позволяющую использовать низкокачественное топливо. Производился и в военной версии, к примеру для Вооружённых сил Трининада и Тобаго, где был добавлен Пулемёт M2.
Land Rover прекратил производство классической модели Defender в конце января 2016 года, выпустив последний автомобиль в стиле самых первых экземпляров Land Rover Series I. 
14 сентября 1997 года Land Rover Defender 90 и восемь членов экипажа поднялись на вторую высочайшую вершину Кавказа — восточную вершину Эльбруса и покорили высоту 5621 м. Land Rover Defender был брошен на вершине горы. Первоначально его планировалось спустить с помощью вертолёта, но затем была предпринята попытка спустить машину своим ходом, в результате чего Land Rover был потерян.
8 августа 2008 года Стив Бургесс и Дэн Эванс первыми в мире преодолели путь от Сибири до Аляски (через Берингов пролив) на автомобиле, подготовленном Land Rover Defender 110 PickUp.
В феврале 2012 года два специально подготовленных внедорожника Land Rover Defender с экипажами по четыре человека из числа сотрудников таганрогской компании «Лемакс» совершили экспедицию из Таганрога к крайней северной точке Европы мысу Нордкап в Норвегии и европейской части России мысу Немецкий. После чего экспедиция успешно вернулась в Таганрог. 
29 января 2016 года последний Land Rover Defender сошёл с конвейера в Великобритании и модель, как казалось, была окончательно снята с производства — при том, что еще 11 сентября  2011 года на  Франкфуртском автосалоне были представлены два полноразмерных концепта: DC100 и DC100 Sport. Тем не менее, в дальнейшем именно дизайн этих концептов был использован в новой модели, Land Rover Defender (L663), серийный образец которой был представлен на том же Франкфуртском автосалоне спустя ровно восемь лет, 10 сентября 2019 года.